# Енсиферум
Ensiferum (от латински: ēnsiferum – „мечоносен“) е фолк метъл група от Хелзинки, Финландия.
Членовете ѝ самоопределят стила си като „мелодичен фолк метъл“.

## Художествени характеристики
Под водещия съпровод на китара или клавир Енсиферум изпълняват класически фолк и метал мелодии в галопиращ ритъм. Лиричните елементи, често в началото на песните, са изпълнявани и на акустична китара. Темите обхващат митологични, архаични и исторически аспекти на нордическия героичен епос.

## История на групата

### Ранен период (1995−2002)
Ensiferum е основана през 1995 г. от Маркус Тойвонен (китара), Саули Саволайнен (бас) и Кимо Миетинен (барабани). За название на групата те избират латинското прилагателно име от среден род ensiferum. През 1996 към групата се присъединява вокалът и втори китарист Яри Маенпаа, а през 1997 са издадени първите три авторски песни. През 2000 Енсиферум издават едноименния си първи студиен албум.

### Iron,Dragonheadsи10th Anniversary Live(2003−2006)
През 2006, по повод десетата годишнина на групата е издаден юбилеен DVD диск, a групата поддържа стила си с мелодии, вдъхновени от епоса Kalevala.

### Victory Songs(2006−2009)
Към2007, малко след издаването на третия албум клавиристът на групата е сменен от Еми Силвенойнен, която остава и за следващия албум. Енсиферум са хедлайнери на турнето Паганфест в Европа и Северна Америка през 2008. заедно с Корпиклаани и подгряват за Мегадет на откриването на United Abominations – Tour of Duty. Ensiferum also supported Amon Amarth on their North American Twilight of the Thunder God tour.
Енсиферум участват и други фестивали – Фросток, Белгия, Finnish Metal Expo Ankkarock, Jurassic Rock и Туска във Финландия, Winterfire, Rocktower, Legacy и Rock am Härtsfeldsee в Германия, Summer Nights, Австрия, and Z7 Metal Dayz, Швейцария. In June and July they toured North America as part of the Summer Slaughter Tour with Necrophagist, Darkest Hour, Suffocation, Blackguard, Dying Fetus, Beneath the Massacre, Origin, and Winds of Plague. а също и на Global East Rock Festival, Украйна и Let's Open Air, Турция.

### From Afar и Unsung Heroes(след 2009)
Заедно с Children of Bodom, Amon Amarth и Machinae Supremacy Енсиферум провеждат 4-месечно световно турне, включващо 23 страни. През 2008 Енсиферум се разделят със звукозаписния издател Spinefarm Records и се обвързват с Metal Blade Records.

## Членове

### Актуални
- Маркус Тойвонен – китари, беквокал (1995 –), чисти вокали (2004 –)
- Петри Линдроос – сурови вокали, китари (2004 –)
- Сами Хинка – бас, вокали чисти (2004 –)
- Яне Парвиайнен – ударни (2005 –)

### Бивши
- Саули Саволайнен – бас (1995 – 1998)
- Кимо Миетинен – ударни (1995 – 1998)
- Яри Маенпя – сурови и чисти вокали, китара (1996 – 2004)
- Юка-Пека Миетинен – бас (1998 – 2004)
- Оливер Фокин – ударни (1998 – 2005)
- Мею Енхо – клавишни (2001 – 2007)
- Еми Силвенойнен – клавишни (2007 – 2016)
- Нета Ског – електрически акордеон, беквокал (2016 –)

## Дискография

### Студийни албуми
- Ensiferum (2001)
- Iron (2004)
- Victory Songs (2007)
- From Afar (2009)
- Unsung Heroes (2012)
- One Man Army (2015)
- Two Paths (2017)
- Thalassic (2020)
- Winter Storm (2024)

### Сборни албуми
- 1997 – 1999 (2005)